# Pczеłka (obwód kurski)
Pczеłka (ros. Пчелка) – osiedle typu wiejskiego w zachodniej Rosji, w sielsowiecie skoworodniewskim rejonu chomutowskiego w obwodzie kurskim.

## Geografia
Miejscowość położona jest 7 km od centrum administracyjnego sielsowietu skoworodniewskiego (Skoworodniewo), 26,5 km od centrum administracyjnego rejonu (Chomutowka), 88,5 km od Kurska.

## Historia
Do czasu reformy administracyjnej w roku 2010 osiedle Pczоłka wchodziło w skład sielsowietu mieńszykowskiego, który w tymże roku został włączony w sielsowiet skoworodniewski.

## Demografia
W 2015 r. miejscowość nie posiadała mieszkańców.